# Stephan van den Berg
Stephan van den Berg (Hoorn, 20 febbraio 1962) è un velista olandese, campione olimpico di windsurf a Los Angeles 1984, per questo fatto si è guadagnato il titolo di sportivo olandese dell'anno.